# Organizacija za građanske inicijative
Organizacija za građanske inicijative (OGI) je udruga građana za podršku javnom sektoru i razvoj socijalnih usluga i socijalnog poduzetništva. Djeluje u Osijeku i Drnišu.

## Vanjske poveznice
- http://www.ogi.hr  Arhivirana inačica izvorne stranice od 27. listopada 2017. (Wayback Machine)